# NGC 4103
NGC 4103 è un ammasso aperto visibile nella costellazione della Croce del Sud.

## Osservazione

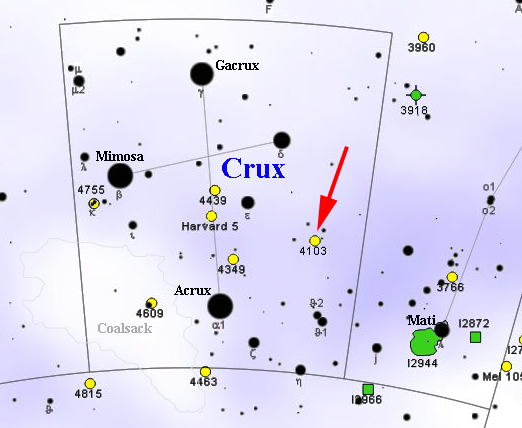
Mappa per individuare NGC 4103.

Si individua 1,5 gradi a SW della stella δ Crucis, in direzione di un ricchissimo campo stellare lungo la Via Lattea; alcune stelle rosse di settima magnitudine lo incorniciano sul lato nord. L'ammasso è composto da diverse stelle di colore bianco-azzurro, tra le quali la più luminosa è di magnitudine apparente 9,15, molto ben evidenti anche in un telescopio di 80mm di apertura, sufficiente per risolverlo appieno; attraverso un binocolo 10x50 si scorge invece come una macchia chiara molto bene evidente. Uno strumento da 150mm permette di avere una visione molto dettagliata.
Quest'ammasso si trova ad una declinazione fortemente australe, pertanto non è osservabile da molte delle regioni abitate dell'emisfero boreale, come l'Europa e quasi tutto il Nordamerica; da diverse regioni abitate dell'emisfero australe, al contrario, si presenza circumpolare. Il periodo migliore per la sua osservazione nel cielo serale è quello compreso fra febbraio e luglio.

## Storia delle osservazioni
NGC 4103 venne individuato per la prima volta da James Dunlop nel 1826, quando prestava servizio come sovrintendente dell'osservatorio del Nuovo Galles del Sud in Australia; l'astronomo John Herschel lo riosservò in seguito e lo inserì nel suo General Catalogue of Nebulae and Clusters col numero 2718.

## Caratteristiche
NGC 4103 è un ammasso piuttosto piccolo e molto concentrato, moderatamente ricco di stelle, gran parte delle quali azzurre; la sua distanza è stimata attorno ai 1632 parsec (circa 5320 anni luce) ed è quindi situato all'interno del Braccio del Sagittario, lungo l'Arco della Carena, circondato da diversi altri ammassi brillanti e regioni di formazione stellare.
Contiene una trentina di stelle fino alla magnitudine 12, in massima parte delle prime classi spettrali; la sua età è stimata sui 24 milioni di anni ed è pertanto molto giovane. Sono note 170 componenti accertate con una massa compresa fra 9,7 e 0,9 M⊙, ossia comprese in una fascia di magnitudine che va dalla 9,24 alla 18,52.